# Curcuris
Curcuris (sardinsky: Crucùris) je italská obec (comune) v provincii Oristano v regionu Sardinie. Nachází se ve výšce 130 metrů nad mořem a má 301 obyvatel. Rozloha obce je 7,18 km².